# Fin Argus
Steffan „Fin“ Argus (* 1. September 1998 in Des Plaines) ist ein US-amerikanischer Filmschauspieler, Musiker und Singer-Songwriter.

## Leben
Argus besuchte kurz die Maine West High School in Des Plaines. Argus lernte unter anderem Gitarre, Klavier, Waldhorn, Cello, Banjo und Ukelele. Nach einem Studium am Berklee College of Music erhielt Argus recht schnell Rollen in Fernsehserien. So war Argus in 21 Folgen von The Commute in der Rolle des „Jungen von nebenan“ zu sehen. Es folgte ein Engagement in der Fernsehserie Total Eclipse.
Im Musikfilm Clouds von Justin Baldoni spielte Argus in der Hauptrolle den im Mai 2013 verstorbenen Popsänger Zach Sobiech. Der Film erzählt von der tragischen Lebensgeschichte des Musikers, der nach seiner Krebsdiagnose erfährt, dass er nur noch wenige Monate zu leben hat. Argus steuerte für den Soundtrack von Clouds die Songs Sexy and I Know It, Coffee Cup, Find the Words, Fix Me Up, My Little Dancer und den Titelsong Clouds bei. Bei My Little Dancer schrieb Argus auch den Text.
Der Film Stay Awake von Jamie Sisley, in dem Argus in einer Hauptrolle zu sehen ist, feierte im Februar 2022 bei den Internationalen Filmfestspielen in Berlin seine Premiere.
Angus identifiziert sich nicht mit Geschlechterrollen.

## Filmografie (Auswahl)
- 2016–17: The Commute (Fernsehserie, 21 Folgen)
- 2018–19: Total Eclipse (Fernsehserie, 12 Folgen)
- 2020: Marvel’s Agents of S.H.I.E.L.D.  (Fernsehserie, 2 Folgen)
- 2020: Clouds
- 2022: Stay Awake
- 2022: Queer as Folk (Fernsehserie)
- 2023: The Other Two (Fernsehserie, 7 Folgen)